# 岩手県立遠野高等学校情報ビジネス校
岩手県立遠野高等学校情報ビジネス校（いわてけんりつ とおのこうとうがっこう じょうほうビジネスこう）は、岩手県遠野市宮守町下宮守に存在した県立高等学校。岩手県立遠野高等学校の本校に統合され、2010年（平成22年）3月に閉校した。

## 設置学科
- 全日制課程
  - 情報ビジネス科

## 沿革
- 1948年（昭和23年） - 岩手県立遠野高等学校宮守分校として設立。
- 1991年（平成3年） -  岩手県立遠野高等学校情報ビジネス校と改称[1]。
- 2008年（平成20年） - 生徒募集を停止。
- 2010年（平成22年） - 閉校し、本校に統合[1]。

## 交通
- 釜石線宮守駅から徒歩15分。

## 国際交流
- 現校名・学科に改編された1988年（昭和63年）からアメリカの高校との間で交換留学制度が存在した。[要出典]
- 1993年（平成5年）には、ニュージーランドの高校との間にも留学制度が作られた。

## 卒業生の進路
- 2007年（平成19年）3月卒業生27名のうち、25名が就職、2名が進学した。